# Giuseppe Saronni
Giuseppe Saronni (født 22. september 1957 i Novara, Piemonte) er en tidligere landevejscykelrytter fra Italien.
Saronni blev professionel i 1977 og fik 193 sejre som professionel før han stoppede sin karriere i 1989, og havde mange fightere med sin ærkerival Francesco Moser. Han er også en af de mest legendariske Giro d'Italia-ryttere i historien med to sammenlagte sejre (1979 og 1983) og 24 etapesejre.
I 1982 blev Saronni verdensmester i landevejsløbet i Goodwood, England efter at have slået amerikaneren Greg LeMond i spurten. Spurten var så imponerende at han fik kælenavnet "Riffel-skuddet fra Goodwood". Han havde en sølvmedalje fra det foregående år efter at have tabt til Freddy Maertens i spurten. Saronni vandt også Lombardiet Rundt i 1982.
I 1983 vandt han nok en imponerende spurt, denne gang i Milano-Sanremo efter tre andenpladser i træk årene før. Dette blev Saronnis sidste store sejr som toprytter.
Saronni er i dag sportsdirektør for det italienske ProTour-hold Lampre-Fondital.